# Alžbětinská univerzita v Bratislavě
Univerzita královny Alžběty neboli Alžbětinská univerzita v Bratislavě (slovensky Alžbetínska univerzita, maďarsky Erzsébet Tudományegyetem) byla maďarská univerzita v Prešpurku (dnešní Bratislavě) založená v roce 1912. 

## Dějiny
Ačkoli o vybudování univerzitu měly zájem také Košice, byla Alžbětinská univerzita založena roku 1912 v Bratislavě, a to po několika dřívějších pokusech, jejichž historie sahá do 80. let 19. století. Celý název školy zněl Maďarská královská alžbětinská univerzita (maďarsky Magyar Királyi Erzsébet Tudományegyetem). Byla pojmenována buď podle královny Alžběty Bavorské (Sissi), nebo podle Svaté královny Alžběty Uherské (Durynské). Univerzita byla zřízena pro území Slovenska, její působení však bylo výrazně maďarizační.
Výuka byla zahájena 13. října 1914, během válečných let první světové války však byla aktivní pouze částečně. Po vzniku Československa v roce 1919 byl zrušena a její provoz přesunut do maďarského Pětikostelí (Pécsská univerzita).
Alžbětinské univerzita zanikla po vzniku Československa 30. června 1919. Část byla včleněna do nově vzniklé bratislavské Univerzity Komenského a maďarská část přenesena do Pécse.
Na Alžbětinskou univerzitu svým názvem navazuje soukromá Vysoká škola zdravotnictví a sociální práce sv. Alžběty, která vznikla v roce 2003.

## Fakulty
Škola měla tři fakulty: právnickou (zahájila činnost v akademickém roce 1914/1915), filozofickou (zahájila činnost v letním semestru 1917/1918) a lékařskou (zahájila činnost v akademickém roce 1918/1919, měla funkční jen klinické ročníky). Plánováno bylo otevření také přírodovědecké fakulta, která však nevznikla. 
Právnická a filozofická fakulta svou činností navazovaly na učení trnavské Královské akademie, která byla v roce 1784 přemístěna z Trnavy do Bratislavy, kde působila do roku 1912.
Za dobu své činnosti byla největší fakultou právnická – měla 11 kateder, 15 profesorů a 180 posluchačů.

## Osobnosti univerzity
- Lajos Bakay
- Soma Beck
- Birkás Géza (1879–1951) – literární historik
- Cecil Pál Bognár (1883–1967) – psycholog
- Elemér Császár (1874–1940) – literární historik, člen Maďarské akademie věd
- István Csekey (1889–1963) – právník
- Béla Entz (1877–1959) – patolog, korespondent Maďarské akademie věd
- Ferenc Faluhelyi (1886–1944) mezinárodní právník
- Géza Gyula Fejérváry (1894–1932) – zoolog, paleontolog
- Gyula Gyomlay (1861–1942) klasický filolog, byzantinolog, člen Maďarské akademie věd
- József Halasy-Nagy (1885–1976) – filosof, historik filosofie
- Pál Heim
- Antal Hodinka (1864–1946) – historik, korespondent Maďarské akademie věd
- Karel Kerényi (1897–1973) – klasický filolog, historik náboženství, korespondent Maďarské akademie věd
- Gyula Kornis (1885–1958) – filosof, kulturní politik, člen Maďarské akademie věd, elnöke.
- Ferenc Kováts (1873–1956) historik ekonomie, ekonom, člen Maďarské akademie věd
- Dezső Laky (1887–1962) statistik, ekonomický politik, člen Maďarské akademie věd
- Imre Lukinich (1880–1950) – historik, člen Maďarské akademie věd
- Lajos Prohászka (1897–1963) – pedagog, filosof kultury, korespondent Maďarské akademie věd
- Tivadar Thienemann (1890–1985) – literární historik, germanista, jazykový psycholog, korespondent Maďarské akademie věd
- Albert Szent-Györgyi (1893–1986) – americký politik a nositel Nobelovy ceny za fyziologii a medicínu
- Rezső Vári (1867–1940) – klasický filolog, byzantinolog, člen Maďarské akademie věd
- Hildebrand Dezső Várkonyi (1888–1971) – filosof, pedagog és psycholog
- Ödön Weszely (1867–1935) – pedagog